# Restingamiersluiper
De restingamiersluiper (Formicivora serrana littoralis) is een zangvogel uit de familie Thamnophilidae. De vogel werd in 1990 voor het eerst beschreven als een ondersoort van de bergmiersluiper (F. serrana). De vogel is endemisch in Brazilië en werd in 2013 door BirdLife International beschouwd als aparte soort (F. littoralis)

## Kenmerken
De restingamiersluiper is 13 tot 14 centimeter lang en weegt 14 tot 16 gram. De soort vertoont seksuele dimorfie. Het mannetje is grotendeels zwart, maar heeft enkele witte strepen en een donkergrijze rug. Deze soort is iets groter dan de bergmiersluiper en het mannetje heeft geen wenkbrauwstreep. Het vrouwtje heeft roodbruine bovendelen, donkere ogen, witte wenkbrauwstreep en een brede zwarte band rond het oog en een roomwitte tot zeer lichtbruin getinte buik en borst. Beide geslachten hebben een zwarte staart.

## Verspreiding en leefgebied
Deze vogel is endemisch in Brazilië en komt enkel voor in de zuidoostelijke staat Rio de Janeiro. Het leefgebied bestaat uit praktisch ondoordringbaar struikgewas op zandgronden (duinen) waarin catussen en bromeilia's domineren, maar ook wel in aangrenzende gebieden van dichte vegetaties in meer moerassig gebied. Deze habitats liggen in laagland tot een hoogte tot ongeveer 200 meter boven zeeniveau in het bioom Atlantisch Woud dat voorkomt in de Braziliaanse kuststrook aan de Atlantische Oceaan.

## Status
De totale populatie werd in 2009 geschat op tussen de 2.500 en 3.800 individuen. Het leefgebied van deze ondersoort wordt bedreigd door de aanleg van luxueuze  recreatievoorzieningen maar ook illegale nederzettingen en verder door zoutwinning. Om deze redenen stond de restingamiersluiper als bedreigd op de Rode Lijst van de IUCN.